# Инцидент с Boeing 747 над Афинами
Инцидент с Boeing 747 над Афинами (также известен как Чудо в Греции) — авиационная авария, произошедшая 9 августа 1978 года. Авиалайнер Boeing 747-284B авиакомпании Olympic Airways выполнял плановый межконтинентальный рейс OA411 по маршруту Афины—Нью-Йорк, но через несколько секунд после взлёта его скорость резко снизилась ниже критической точки, и лайнер, едва не рухнув на центр Афин, пролетел над городом на предельно малой высоте и на низкой скорости, при этом едва не врезавшись в гору Эгалеос. Через 30 минут после взлёта лайнер сбросил авиатопливо и благополучно приземлился в аэропорту вылета. Из находившихся на его борту 418 человек (400 пассажиров и 18 членов экипажа) никто не пострадал.

## Самолёт
Boeing 747-284B (регистрационный номер SX-OAA, заводской 20742, серийный 216) был выпущен в 1973 году (первый полёт совершил 2 июня). 21 июня был передан авиакомпании Olympic Airways, в которой получил имя Olympic Zeus. Оснащён четырьмя турбовентиляторными двигателями Pratt & Whitney JT9D, оснащённых системой впрыска воды; эта система помогает охлаждать двигатели, временно повышая их надёжность.

## Экипаж
- Командир воздушного судна (КВС) — 55-летний Сифис Мигадис (греч. Σήφης Μιγάδης). Пилот-ветеран, в авиакомпании Olympic Airways проработал 32 года.
- Второй пилот — Константинос Фикардос (греч. Κωνσταντίνος Φικάρδος). Опытный пилот, был близким другом командира Мигадиса.
- Бортинженер — имя неизвестно.

В салоне самолёта работали 15 бортпроводников.

## Хронология событий
Рейс OA411 вылетел из Афин в 14:00 EEST и взял курс на Нью-Йорк, на его борту находились 18 членов экипажа и 400 пассажиров. В топливные баки лайнера было залито 160 тонн авиатоплива, из-за чего его взлётная масса составляла 350 тонн, что на 3 тонны меньше максимально разрешённой взлётной массы Boeing 747 (353 тонны).
Во время руления к ВПП оба правых двигателя (№3 и №4) работали ниже обычного. Взлёт прошёл в штатном режиме, но всего через 9 секунд после взлёта в кабине пилотов сработал сигнал о большом расходе воды в системе впрыска воды в двигатели, которое пилоты интерпретировали как утечку воды и отключили систему впрыска воды. Из-за этого скорость лайнера снизилась и он начал снижение. Вопреки РЛЭ (руководству по лётной эксплуатации) Boeing 747, командир приказал убрать шасси, когда самолёт находился на высоте 11 метров, чтобы улучшить аэродинамику и предотвратить сваливание.
Минимальная скорость для Boeing 747 — 290 км/ч, поэтому КВС и второй пилот сосредоточились на том, чтобы лететь горизонтально на этой скорости (290 км/ч), избегать поворотов и не поднимать нос самолёта вверх; из-за подъёма носовой части самолёт сразу же потерял бы скорость и перешёл в сваливание, а повороты также снижали скорость и высоту лайнера. Пилоты даже не рассматривали возможность опустить нос лайнера немного вниз, чтобы набрать скорость, поскольку он находился слишком низко и вероятность катастрофы в тот момент была очень велика. Также они планировали увести самолёт от города в безлюдную местность, чтобы в случае падения лайнера снизить количество погибших на земле. Бортинженер безуспешно пытался перезапустить двигатели, а командир пытался очень медленно набрать высоту; в итоге ему удалось поднять лайнер на высоту 64 метра.
Во время полёта над центром Афин рейс 411 потерял высоту и снизился до 55 метров. Низко летящий лайнер даже сбил несколько телевизионных антенн, при этом едва не задевая крыши жилых домов. Многие пассажиры снимали произошедшее на камеру, считая, что полёт на низкой высоте был запланирован. Впоследствии бортпроводники рассказывали, что видели из иллюминаторов лица удивлённых жителей Афин, смотревших на самолёт.
Вскоре КВС всё же слегка опустил нос самолёта, чтобы набрать скорость, и бортинженер в этот момент смог увеличить мощность двигателей. Но лайнер в этот момент летел прямо на склон горы Эгалеос высотой 469 метров и мощности двигателей ещё не хватало на набор высоты или безопасный поворот от него. Лайнер продолжал лететь в сторону горы и авиадиспетчеры были уверены, что самолёт врежется в гору, но в 14:05 лёгкий встречный ветер придал самолёту некоторую высоту и у командира получилось выполнить постепенный поворот для избежания столкновения с горой. После этого рейс 411 полетел в сторону моря для сброса авиатоплива, чтобы вернуться в аэропорт Элиникон.
Авиадиспетчеры были уверены, что рейс OA411 разбился, и были удивлены, увидев возвращающийся лайнер, который в 14:30 EEST совершил успешную посадку в аэропорту Элиникон.

## Расследование
После расследования компания «Boeing» пришла к выводу, что

…никакая неисправность обшивки самолёта или двигателей не привела к снижению тяги после взлёта. Проблема была вызвана непреднамеренным отключением насосов для закачки воды экипажем и, как следствие, снижением тяги. Потеря тяги в ситуации, когда самолёт взлетает, значительно осложняла продолжение полёта с любым значительным положительным градиентом набора высоты. После того как тяга была увеличена вручную примерно на отметке 325 секунд координированного времени полёта, самолёт начал набор высоты в обычном режиме.Оригинальный текст (англ.)…no malfunction in airframe or engines caused the lack of performance following takeoff. Instead, the problem was caused by the inadvertent shut off of the water injection pumps by the flight crew and the resulting decrease in thrust. Loss of wet thrust in a situation where the airplane was takeoff climb limited severely reduced the ability to continue the flight with any significant amount of positive climb gradient. Once thrust was manually increased at a coordination time of approximately 325 seconds, the airplane climbed out in a normal manner.
— Брайан С. Вайгл, вице-президент по обслуживанию клиентов компании «Boeing»
Греческие газеты изначально написали о взрыве двигателя из-за перегрева трубок охлаждения двигателя. Компания «Boeing» пыталась воссоздать инцидент на авиасимуляторе, но все попытки приводили к катастрофе. Командиру Мигадису же удалось удержать самолёт на скорости и высоте ниже критической.

## Дальнейшая судьба самолёта
Boeing 747-284B борт SX-OAA после инцидента продолжил эксплуатироваться авиакомпанией Olympic Airways. 11 апреля 1985 года был куплен авиакомпанией Trans World Airlines (TWA) и его б/н сменился на N305TW. 31 мая 1997 года был списан и впоследствии разделан на металлолом.